# Mike Thibault
Mike Francis Thibault (St. Paul, 28 settembre 1950) è un allenatore di pallacanestro e dirigente sportivo statunitense, professionista nella WNBA.

## Carriera
Ha guidato gli Stati Uniti ai Campionati americani del 1993.

## Palmarès
- WBL Coach of the Year (1988)
- Campione CBA (1993)

### WNBA
- Campionato WNBA: 1

Washington Mystics: 2019
- 3 volte WNBA Coach of the Year (2006, 2008, 2013)